# Анна Валенберг
Анна Валенберг (швед. Anna Wahlenberg; нар. 23 травня 1858, Стокгольм — пом. 29 листопада 1933, Стокгольм) — шведська дитяча письменниця, драматургиня, перекладачка.

## Біографія
Анна народилася 23 травня 1858 року в Стокгольмі, в небагатій родині. Батько — Адольф Вільгельм Валенберг (1827—1890 рр.), мати — Марія Терезія Lacković; у Анни було три брата і дві сестри. В період з 1870 року до 1873 року навчалась у школі для дівчат. У 1888 році вийшла заміж за Фріца Кьєррмана, редактора однієї із столичних газет і серйозно зацікавилась літературою. Незабаром почала писати. Мала двох синів, які були першими слухачами її творів. У 1882 році вона опублікувала збірку оповідань «Малюнки на піску» під псевдонімом Rien (французькою «ніщо»). Письменниця — авторка багатьох романів, новел, п'єс-казок, а також збірок казок, які були дуже популярні на межі XIX—XX століть.

## Драматургія
Як драматургиня, Анна дебютувала комедією «На варті», яка була поставлена в 1890 році. Пізніше вона писала п'єси для самодіяльних та професійних акторів.

## Казки
Найбільшу популярність Анні принесли казки. Перша збірка «Казки про королів, ельфів, тролів і принцес» вийшла в 1895 році. Твори письменниці були радісно зустрінуті читачами. Анна Валенберг написала понад 200 казок.

## Переклад
Займалася Анна і професійними перекладами. Їй належить найперший переклад збірки арабських казок «Тисяча і одна ніч» шведською мовою.

## Твори
- 1903 — «Давним давно»
- 1913 — «Казковий народець»
- 1900 — «Шкіряний мішок»
- «Добром за добро»
- «Подарунок троля»
- «Діамантова птиця»
- «Сорока, котрій насипали сіль на хвіст»